# Матурско вече 4: Избави нас од зла
Матурско вече 4: Избави нас од зла (енгл. Prom Night IV: Deliver Us from Evil) је канадски хорор филм из 1992, четврти и последњи део, којим је завршена квадриологија филмова Матурско вече. Режисер филма је Клеј Борис, док су у главним улогама Никол де Бер и Џејмс Карвер.
Филм представља наставак Матурске вечери 3: Последњи пољубац, али се ниједан од ликова из претходног дела не појављује у овом, иако радња филма почиње у исто време и на истом месту као и други, Матурско вече 2: Здраво, Мери Лу.

## Радња
Радња филма почиње на матурско вече 1957. године, у Гимназији Хамилтон, непосредно пре него што је Мери Лу Малони (главна антагонисткиња другог и трећег дела), спаљена на избору за краљицу матуре. Поседнути отац Џонас, долази да казни све грешнике и убије двоје матураната у њиховим колима. Преко тридесет година касније он бежи из цркве у којој га је скривао отац Јегер и одлази с намером да казни још грешних тинејџера и то на њихово матурско вече. 

## Улоге
| Глумац          | Улога          |
| --------------- | -------------- |
| Никол де Бер    | Меган          |
| Џеј Ејџ Вимен   | Марк           |
| Џој Танер       | Лора           |
| Ал Гадбан       | Џеф            |
| Кенет МекГрегор | Отац Јегер     |
| Брок Симпсон    | Отац Колин     |
| Џејмс Карвер    | Отац Џонас     |
| Криста Балмер   | Лиса           |
| Фил Морисон     | Бред           |
| Фаб Филипо      | Џонатан        |
| Теа Ендрус      | Луиз           |
| Дени Делори     | Џенифер        |
| Каролина Твидл  | сестра Џуд     |
| Бил Џеј         | Кардинал Турет |